# Matérialisme scientifique
Pour un article plus général, voir Matérialisme.
Le matérialisme scientifique est une forme historique et radicale de matérialisme de la seconde moitié du XIXe siècle associée au développement des sciences et à la naissance de la biologie moderne. Il est aussi appelé à cette époque matérialisme vulgaire (Vulgärmaterialismus en allemand) par ses détracteurs. Apparu en Allemagne au milieu du XIXe siècle, il est représenté principalement par des savants naturalistes de langue allemande, tels que Carl Vogt, Ludwig Büchner ou Jacob Moleschott.
Le matérialisme scientifique défend une vision générale du monde fondée sur l'idée d'évolution et censée reposer sur les connaissances issues des sciences de la nature. Pour ses partisans, le monde est régi par des forces exclusivement physiques et est constitué uniquement d'entités matérielles qui sont telles que les sciences de la nature les décrivent.
Aujourd'hui, on doit au physicien et philosophe Mario Bunge la réintroduction en philosophie de l'expression « matérialisme scientifique » pour désigner sa propre conception matérialiste, qu'il définit par sa proximité avec l'ensemble des sciences.

## Terminologie
C'est au milieu du XIXe siècle qu'est caractérisé comme scientifique le matérialisme postulé par certains chercheurs et vulgarisateurs scientifiques de langue allemande, par opposition d'une part au matérialisme des philosophes, et d'autre part au matérialisme éthique ou moral[réf. nécessaire]. Cette forme de matérialisme est rapidement qualifiée de « vulgaire » par le théoricien marxiste Engels, pour le distinguer de son matérialisme « dialectique » censé intégrer la dynamique des processus historiques et des entités sociales. Ce qualificatif de « vulgaire » sera souvent repris pour désigner de façon critique ce courant de pensée.

## Le matérialisme scientifique allemand
Le matérialisme scientifique est d'abord un phénomène intellectuel allemand, bien qu'il ait essaimé rapidement en France. Dans le contexte allemand, il s'inscrit en réaction contre les dérives scientifiques associées à la Naturphilosophie  et au système hégélien.

### Premières formulations

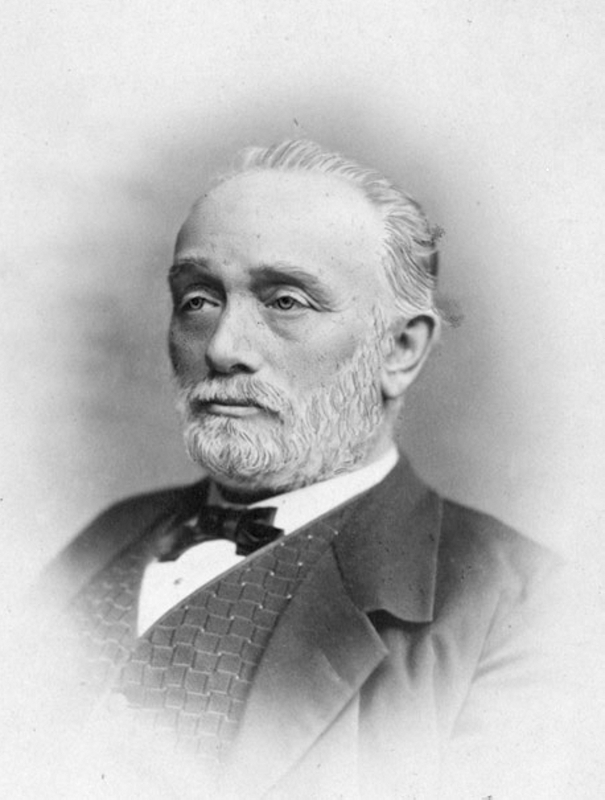
Philosophe et naturaliste, Ludwig Büchner publie en 1855 un ouvrage intitulé Force et matière, qui contribuera largement à la diffusion du matérialisme scientifique dans les milieux intellectuels allemands.

Le matérialisme scientifique semble trouver sa première expression en 1847 dans les Lettres physiologiques de Carl Vogt, ouvrage de vulgarisation scientifique où s'exprime sous une forme claire et directe un « matérialisme physiologique ». C'est dans cet ouvrage qu'apparaît pour la première fois la célèbre analogie entre la pensée et la bile :

« Toutes les propriétés que nous désignons sous le nom d'activité de l'âme ne sont que les fonctions de la substance cérébrale ; et pour nous expliquer d'une façon plus grossière, la pensée est à peu près au cerveau ce que la bile est au foie et l'urine au rein. Il est absurde d'admettre une âme indépendante qui se serve du cervelet comme d'un instrument avec lequel elle travaillerait comme il lui plaît. »

Cette analogie, souvent présentée de façon déformée (« Le cerveau secrète la pensée comme le foie secrète la bile ») ou confondue avec l'affirmation du médecin et philosophe Cabanis (« La pensée est une sécrétion du cerveau ») sera largement décriée et utilisée par les détracteurs du matérialisme pour en critiquer l'approche, ou pour en signifier le caractère prétendument vulgaire et réducteur.
En 1852, Jacob Moleschott publie La Circulation de la vie, ouvrage qui intervient dans un débat ouvert par le chimiste allemand Liebig sur les rapports de la science et de la foi. On y retrouve les thèmes majeurs du matérialisme scientifique :
- théorie sensualiste de la connaissance (ou empirisme) ;
- affirmation de l'unité et de l'éternité de la matière, justifiée au niveau des organismes par la théorie du métabolisme ;
- affirmation de l'équivalence entre force et matière ;
- réduction de la vie et de la pensée à ces deux principes.

Pour Moleschott, l’univers est uniquement composé de matière et régi par la seule force des entités matérielles : il n'y a donc nul besoin de faire appel à des principes surnaturels pour son explication. Cette conception matérialiste et dynamique du monde est décriée dès la publication de l'ouvrage dans les milieux et les institutions universitaires et, à l'instar de celle de Carl Vogt, condensée jusqu’à la caricature par des phrases lapidaires retirées de leur contexte, mais qui lui sont restées, comme : « pas de pensée sans phosphore »,.
Les idées de Moleschott sont relayées quelques années plus tard par Ludwig Büchner, qui écrit à son tour en 1855 son principal ouvrage Force et matière, popularisant la nouvelle conception matérialiste du monde. Dans ce livre, il affirme son ambition de « transformer en conception scientifique l'intuition théologico-philosophique de l'univers ». Il prétend démontrer l’indestructibilité de la force et de la matière, s’appuyant sur l’immutabilité des lois de la nature et sur la notion de grandeur infinie. Il y préconise l’expérimentation, seule source de vérité. Il y  traite également de l’âme et de l’idée de Dieu, rejetant la notion de libre arbitre ainsi que celle de responsabilité qui lui est associée (« l’homme n’est pas libre, il va où son cerveau le pousse » va-t-il même jusqu'à déclarer), ce qui lui vaut de violentes critiques. Le livre connaîtra pourtant rapidement un immense succès et sera salué par Friedrich-Albert Lange comme « le fruit d’un enthousiasme fanatique pour le progrès de l’humanité »[réf. nécessaire].

### Thèses
Bien que se voulant l'expression même de la science, le matérialisme scientifique constitue un système philosophique, ou une doctrine métaphysique, qui se présente comme la conclusion nécessaire des sciences expérimentales. Il postule l'existence d'une unique réalité matérielle, indépendante des conceptions que nous en avons, mais connaissable par la généralisation des résultats de la science et par l'application de ses méthodes.
Ses thèses peuvent se ramener aux principes suivants :
- Équivalence ou union intime de la matière et de la force[18]. Ici, la « force » est identifiée à une propriété essentielle et universelle de la matière qui a le pouvoir de se mettre elle-même en mouvement[19],[17].
- Conservation de la matière et de la force qui existent de toute éternité[20],[17], car rien ne se produit à partir de rien. Ce principe trouve sa confirmation dans la loi de conservation de la substance et de la force.
- Immutabilité des lois qui régissent l'univers et du mouvement universel qui en découle[21].
- Infinité en grandeur et en divisibilité de la matière ; les atomes n'existent que comme des fictions commodes pour l'esprit[21].
- Évolutionnisme ou transformisme, d'abord fondé sur l'idée d'une dynamique universelle puis sur une généralisation de la théorie de l'évolution de Darwin[22].
- Réduction de la vie et de la pensée à une force ou à une propriété de la matière. Pour Moleschott en particulier, « la pensée est un mouvement de la matière »[23].

Cette conception matérialiste se distingue du mécanisme de type cartésien par le rôle qu'y joue la notion de force, plus complexe que celle de mouvement sur laquelle se fonde le mécanisme classique. Les forces peuvent se contrarier ou s'annuler les unes les autres et ne se traduisent donc pas nécessairement par un mouvement. Elles peuvent également se transformer les unes dans les autres, l'électricité devenant par exemple lumière, celle-ci devenant chaleur, et ainsi de suite selon la différence des mouvements corpusculaires.
Dans ce courant, la pensée est identifiée à une fonction organique, certes fort complexe, du cerveau,. La grandeur et l'évolution (ontogénétique ou phylogénétique) de l'intelligence y sont mises en rapport direct avec le volume et l'évolution du cerveau, ainsi qu'avec sa forme et sa composition chimique. La liberté et la finalité sont interprétées dans cette perspective physiologique comme des illusions métaphysiques, provenant d'une inversion de l'ordre véritable dans l'enchaînement causal entre la matière et la pensée (la pensée étant l'effet et non la cause de l'activité de l'univers matériel). La notion de « force vitale », centrale dans le vitalisme, théorie alors concurrente du matérialisme, y est condamnée pour des raisons semblables.
Sur le plan méthodologique, les partisans du matérialisme scientifique considèrent leurs thèses comme la seule base théorique légitime de la science et l'acceptation de ces thèses comme une condition de son développement.

### Matérialisme scientifique et matérialisme dialectique
Engels et Marx reprochent au matérialisme « évolutionniste » défendu par Ludwig Büchner ou Carl Vogt de se limiter à une conception matérialiste de la nature, et de traiter le monde physique comme une totalité suffisante, excluant du champ d'analyse les processus historiques et les réalités sociales,. Cette forme qu'ils considèrent inaboutie du matérialisme est qualifiée par Engels de « vulgaire », car elle consiste au mieux en une simple compréhension des mécanismes de la nature.
Marx condamne de son côté le fait que ces auteurs traitent Hegel en « chien crevé », négligeant les apports de sa méthode dialectique. La méthode dialectique constitue en effet, pour Marx comme pour Engels, la seule garantie d'une authentique démarche matérialiste. Par ailleurs, appliquer à l'étude de l'organisation sociale la méthode des sciences de la nature, comme le font les évolutionnistes, conduit selon Marx à légitimer l'ordre existant, ou bien à demeurer dans une impasse réformatrice.

## Le matérialisme scientifique de Mario Bunge

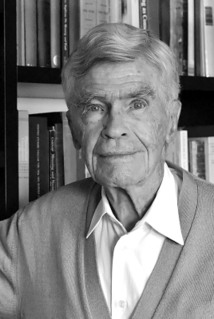
Mario Bunge en 2007. Le matérialisme scientifique qu'il revendique se distingue de tout réductionnisme en admettant l'émergence de propriétés nouvelles à des niveaux de réalité plus élevés.

Dans les années 1960 et 1970 apparaissent les premières conceptions matérialistes de l'esprit s'appuyant sur la dimension physico-chimique de la pensée, à partir d'une théorisation de l'identité entre le « mental » et le « cérébral ». David M. Armstrong publie en 1968 A Materialist Theory of the Mind (« Une théorie matérialiste de l'esprit »), ouvrage dans lequel il défend la possibilité d'établir par les résultats de la physique une conception matérialiste de l'esprit. Mais rares sont aujourd'hui les auteurs qui, comme Mario Bunge, se réclament du « matérialisme scientifique ». Les partisans d'une conception matérialiste de l'esprit, fondée sur les résultats scientifiques, préfèrent en effet limiter l'emploi du terme à leur conception de l'esprit.
C'est avec Mario Bunge qu'un « matérialisme scientifique » revendiqué réapparaît donc sur la scène philosophique. Dans un ouvrage justement intitulé Matérialisme scientifique, Mario Bunge expose le programme d'une ontologie matérialiste qui doit systématiser ce qu'il considère être les présupposés de la science moderne. La conception qu'il défend se distingue du physicalisme et de tout réductionnisme  par l'idée d' « émergence » qu'il introduit afin de rendre compte des différents modes de complexité de la matière. Ces modes ne peuvent être appréhendés uniformément, selon la méthodologie de telle ou telle science. Un discours propre doit donc se constituer pour chacun d'eux afin de représenter fidèlement la singularité de leur niveau de complexité. Le développement graduel de la matière elle-même n'est plus chez lui conçu comme un progrès continu, mais comme une série d'étapes correspondant à la production de niveaux de réalité différents. Chaque niveau émergent dérive certes des niveaux inférieurs, mais il constitue également un palier de développement irréversible. Cette irréversibilité rend impossible une réduction de type physicaliste des processus les plus complexes, comme le sont la vie, la pensée ou les relations sociales par exemple.
Dans cette perspective, Mario Bunge définit le « matérialisme scientifique » à partir du postulat général et commun aux doctrines matérialistes que tout est matière, puis en établissant une double définition de la matière qui lui est plus spécifique :
1. La matière est telle que les différentes sciences la décrivent.
2. La matière n'est pas réductible dans son ensemble à la description qu'en donne la physique.

En ce sens, son matérialisme scientifique diffère du physicalisme réductionniste (« physicisme ») par le fait qu' « il admet l'existence de choses appartenant à des sortes de matières échappant à la physique et à la chimie : les matières vivante, sociale, et technique. ». Bunge distingue également son matérialisme scientifique du matérialisme dialectique tiré des théories de Marx et Engels, car la méthode dialectique est selon lui « incompatible avec la logique et la science. » Il lui reconnaît toutefois « le grand mérite historique de combattre à la fois l'idéalisme et le matérialisme vulgaire, ainsi que de souligner l'émergence de nouveautés qualitatives. »
Dès la préface de Matérialisme scientifique, Mario Bunge fait référence de façon positive aux matérialistes « scientifiques » du XIXe siècle – Vogt, Büchner, Moleschott et Czolbe – auxquels il accorde, à eux aussi, un mérite historique : celui d'avoir théoriquement relié le matérialisme à la science. Dans Matter and Mind, il leur attribue même un rôle déterminant dans la vulgarisation de la science auprès du public cultivé, ainsi que dans le discrédit de la religion, du spiritualisme et de la Naturphilosophie, alors dominants durant les décennies précédentes. Mais il y critique leur doctrine qu'il qualifie de « mécaniste », pour l'opposer à son propre matérialisme qu'il nomme « dynamique ». Leur matérialisme aurait été en effet incapable de prendre en considération les aspects « dynamiques » (émergents) du monde, aspects non réductibles selon lui aux seules données de la physique. Par ailleurs, la prétention à la scientificité de leur doctrine est d'autant plus sujette à caution qu'ils n'étaient pas, d'après Bunge, actifs sur le terrain de la recherche scientifique ni vraiment au fait de l'actualité scientifique de leur époque.